# Saurauia nabirensis
Saurauia nabirensis är en tvåhjärtbladig växtart som beskrevs av Kanehira och Hatusima. Saurauia nabirensis ingår i släktet Saurauia och familjen Actinidiaceae. Inga underarter finns listade i Catalogue of Life.